# Christ König (Arendsee)

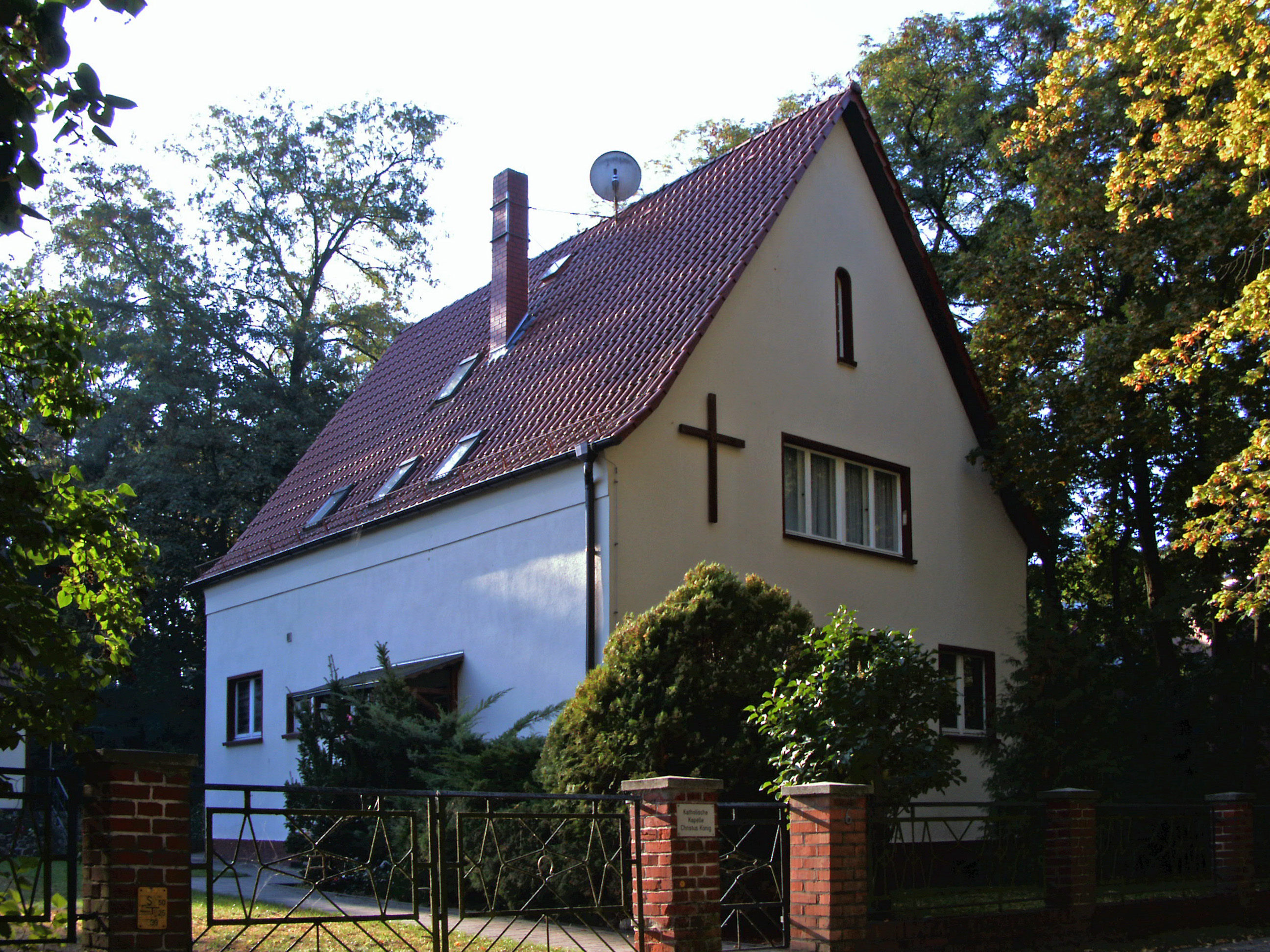
Haus mit Kapelle

Die Kapelle Christ König ist das katholische Gotteshaus in Arendsee, einer Stadt im Altmarkkreis Salzwedel im Norden von Sachsen-Anhalt. Sie gehört zur Pfarrei „St. Laurentius“ mit Sitz in Salzwedel, in der Pastoralregion Altmark, und ist das nördlichste Gotteshaus im Bistum Magdeburg. Die Kapelle trägt das Patrozinium Jesu als Christkönig (Rex Christus) und befindet sich in einem Wohnhaus an der Lindenstraße, nur etwa 150 Meter vom Ufer des Arendsees entfernt.

## Geschichte
Mit der Einführung der Reformation im Jahre 1540 durch Joachim II., Markgraf von Brandenburg, wurde die Bevölkerung von Arendsee, das damals zum Bistum Verden gehörte, evangelisch-lutherisch.
Erst ab dem 19. Jahrhundert, als sich der Arbeitskräftebedarf erhöhte, zogen wieder verstärkt Katholiken in die Altmark. Sie kamen überwiegend aus dem Eichsfeld, aus Schlesien und aus Polen. Zu dieser Zeit entwickelte sich Arendsee auch als Bade- und Luftkurort. Daher fanden seitens der Pfarrei Salzwedel, zu der Arendsee damals schon gehörte, gelegentlich katholische Gottesdienste in angemieteten Räumen in Arendsee statt.
1934 kaufte der Pfarrer von Salzwedel, Bernhard Speckenmeier, das Grundstück Schützenstraße 2 in Arendsee, und ließ darauf ein Wohnhaus errichten. In dem Gebäude wurde eine Kapelle eingerichtet, die am Christkönigsfest 1934, nach anderer Quelle erst 1943, durch Pfarrer Speckenmeier ihre Benediktion erhielt.
Im September 1939 wurden im Zuge der Saar-Offensive Bewohner aus dem Saarland in das Innere des Reichsgebiets evakuiert. Infolgedessen kamen vorübergehend weitere Katholiken aus dem Bistum Trier in den Raum Salzwedel. Mit ihnen kam Kaplan Roth aus Völklingen, der während seines Aufenthaltes in Arendsee im Wohnhaus lebte. Ab Oktober 1944 folgten Evakuierte vom Niederrhein.
Ab 1945 kamen im Zuge der Flucht und Vertreibung Deutscher aus Mittel- und Osteuropa wieder eine große Anzahl Katholiken nach Arendsee und die umliegenden Ortschaften. Im August 1946 ließ sich mit Pfarrer Alfred Jambor der erste ortsansässige Priester der Kapelle nieder, womit die Kirchengemeinde Arendsee gegründet wurde. Am 1. November 1947 wurde die Kirchengemeinde zur Kuratie erhoben, sie gehörte zur Pfarrei Salzwedel im Dekanat Stendal des Erzbistums Paderborn und umfasste 28 Ortschaften mit rund 1500 Katholiken. Josef Grzesk, der Nachfolger von Jambor, der damals Seelsorger in Arendsee war, wurde ihr erster Kuratus. Von 1947 an wurden in Arendsee auch katholische Kirchenbücher geführt. Nachfolger von Grzesk, der 1955 nach Magdeburg-Nordwest wechselte, wurde Joachim Hoffmann. Ihm folgte 1964 Bruno Knoche (1929–2012), in seiner Amtszeit wurde 1966/67 auf dem Grundstück ein Bungalow als Gemeindehaus erbaut. Aufgrund der vielen ehrenamtlich geleisteten Arbeitsstunden der Gemeindemitglieder beim Bau des Gemeindehauses erhielt die Kuratie Arendsee 1967 die silberne Aufbaunadel des Nationalen Aufbauwerkes. 1978 gehörten zur Kuratie Arendsee rund 800 Katholiken.
Seit am 31. Mai 1994 der letzte ortsansässige Priester, Bruno Knoche, in den Ruhestand getreten ist, wurde die Kapelle wieder vom Pfarrer aus Salzwedel mitbetreut, seit dessen Pensionierung am 1. März 2018 ist der Pfarrer aus Gardelegen auch für Arendsee zuständig. Am 8. Juli 1994 wurde das Bistum Magdeburg gegründet, dem Arendsee seit dem angehört. Am 1. Oktober 2006 wurde der Gemeindeverbund „Salzwedel-Apenburg-Arendsee-Dähre“ gegründet. Damals gehörten nur noch rund 320 Katholiken zur Kuratie Arendsee. Am 2. Mai 2010 verschmolz der Gemeindeverbund zur heutigen Pfarrei Salzwedel. Die Volkszählung in der Europäischen Union 2011 zeigte, dass von den 7280 Einwohnern der Stadt Arendsee 265, und damit knapp 4 %, der römisch-katholischen Kirche angehörten.